# Legio VII Gemina
Legio VII Gemina (VII легіон Близнюків) — римський легіон. Інша назва Legio VII Galbiana (Гальбів легіон). Мав прізвисько Pia Felix.

## Історія
Коли Гальба вступив у боротьбу з імператором Нероном, він мав в Іспанії лише один легіон VI Victrix. Тому, бажаючи збільшити свої війська, він набрав ще один легіон, VII-й, який з цієї причини іноді називається Galbiana. День його створення відомий: 11 січня 68 року, м. Новий Карфаген (сучасне м. Картахена). Невідомо, чому він має ім'я Gemina, за однією з версій, тому, що він був утворений об'єднанням двох уже наявних підрозділів, за іншою — на честь Ромула та Рема (засновників Риму). У 69 році за наказом імператора Гальби вирушив до провінції Паннонія, де стояв у м. Карнут. Після загибелі останнього імператор Отон наказав легіону рухатися до Італії. Проте легіон разом з іншими підрозділами Отона зазнав поразки у першій битві при Бедріаку. Після поразки не визнав імператором Вітеллія й відступив до Паннонії. Тут приєднався до військ Веспасіана. Брав участь у Другій битві при Бедріаку, де виявив велику звитягу.
У 70 році Веспасіан відправив його до провінції Тарраконська Іспанія після участі у придушенні батавського повстання. У 74 році стояв на півночі Піренейського півострова, разом з іншими легіонами — у місці, що звалося Кастра легіонів (сучасне м. Леон, Іспанія). У 80 році перебазовано до Таракони (сучасне м. Тарагона), а окремі підрозділи розташовувалися у містах східної частини провінції. З 86 до 89 року легіоном керував майбутній імператор Траян. Під час повстання Луція Антонія Сатурніна зберіг вірність імператору Доміціану та рушив на захист Італії.
У 122 році за наказом імператора Адріана вексилярії легіону відправлено на спорудження Адріанового валу у провінції Британія. У 172 році його було спрямовано до колонії Італіки. Це переміщення було викликано вторгненнями маврів, також на деякий час зайняв Тингітанську Мавританію. Коли загроза минула, він цілком повернувся у свій старий табір.
У 195 році спочатку підтримав Клодія Альбіна у боротьбі за владу з Септимієм Севером. Але у 196 році легіон перейшов на бік Севера. У 197–199 роках діяв проти прихильників Альбіна. За імператора Олександра Севера деякі частини було переведно на Рейнський кордон. У 236 році повернувся до Іспанії.
Після реформи Діоклетіана кількість легіонерів у підрозділі зменшилася до 3 тис. За імператора Костянтина Великого легіон поділено між Галлією, Мавританією, Італією та Іспанією. Відомості про частини з середини IV століття немає, окрім Піренеїв. Тут до 409 року стояв в Кастрі легіонів (тоді належав до римської області Галеції). Припинив своє існування після вторгнення на півострів племені свевів.